# Арутюнян, Усик Суренович
Усик Суренович Арутюня́н (арм. Հուսիկ Սուրենի Հարությունյան, 23 февраля 1945 — Октемберян, Армянская ССР — 3 мая 2006 Адлер, Сочи) — армянский политический и военный деятель, генерал-майор госбезопасности; председатель КГБ Армянской ССР в 1990—1991 годах, первый руководитель спецслужб Республики Армения.

## Биография

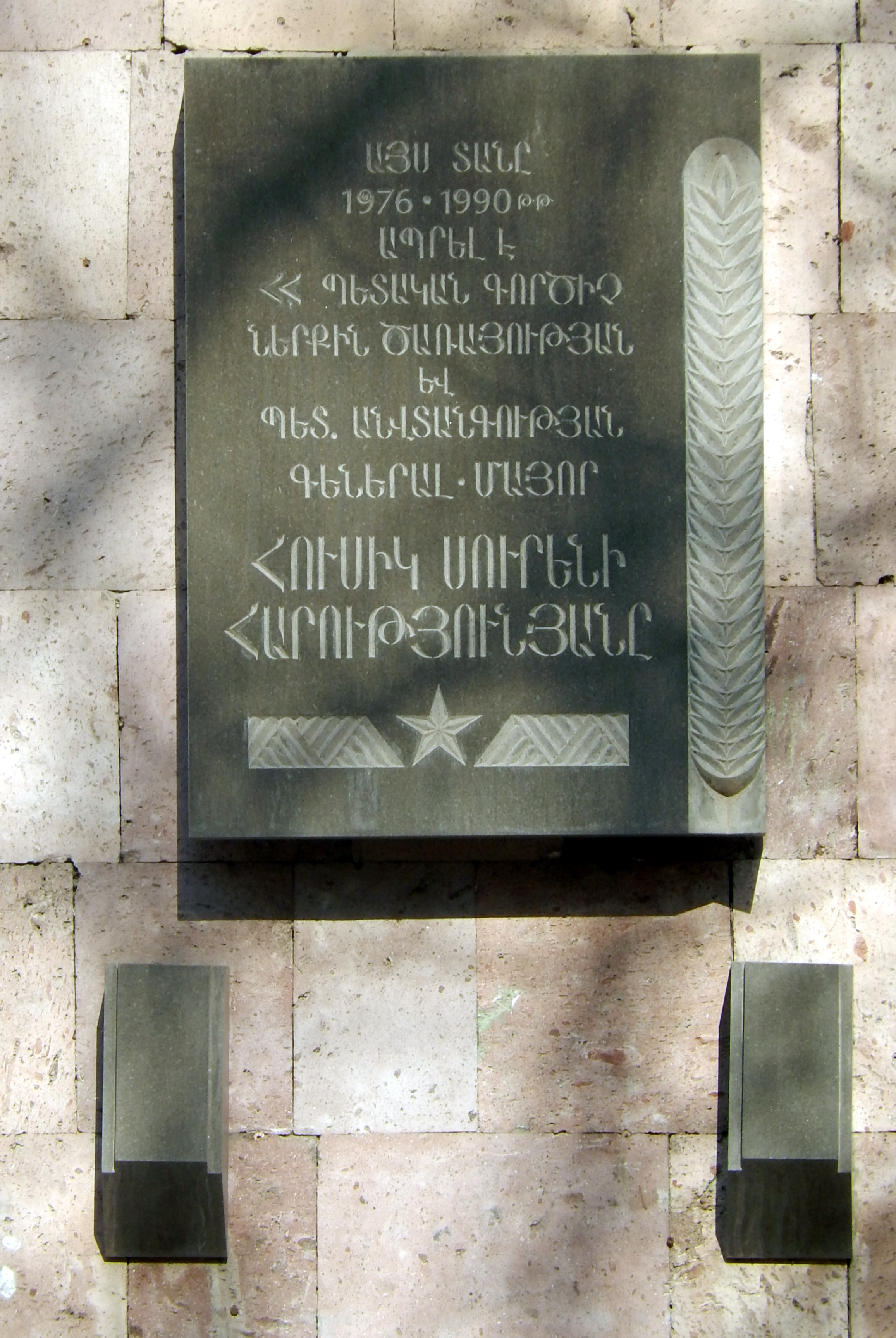
Мемориальная доска Усика Арутюняна

Родился 23 февраля 1945 года в Октемберяне (ныне Армавир) в семье рабочих. Армянин. Окончил факультет машиностроения Ереванского политехнического института имени Карла Маркса в 1967 годупо специальности «Технология машиностроения, металлорежущие станки и инструменты», работал на Октемберянском станкостроительном заводе. Занимал должности инженера-технолога и начальника цеха, в 1970—1973 годах был главным инженером завода. Член КПСС с 1969 года. С 1972 года на комсомольской работе: был первым секретарём Октемберянского района с 1973 года, в 1975 году стал вторым секретарём ЦК ЛКСМ Армении.
В августе 1977 года поступил в Высшую краснознамённую школу КГБ имени Ф.Э.Дзержинского, окончил двухгодичные курсы подготовки руководящего состава в июле 1979 года и начал карьеру в органах госбезопасности с должности заместителя начальника отдела по г. Ереван Армянской ССР. В последующие годы занимал следующие должности в системе госбезопасности:
- начальник 1-го отдела КГБ Армянской ССР (ноябрь 1980 — январь 1985)
- заместитель председателя КГБ Армянской ССР (январь 1985 — июнь 1988). В 1987 году произведён в полковники.
- министр внутренних дел Армянской ССР (июнь 1988 — май 1990). В 1989 году произведён в генерал-майоры
- председатель КГБ Армянской ССР (13 сентября 1990 — 4 декабря 1991)

После признания суверенитета Армении и распада СССР в 1991 году возглавил Главное управление национальной безопасности Армении, став первым руководителем службы безопасности независимой Армении. С февраля 1992 по 1993 годы был начальником налоговой инспекции Армении. В отставку вышел в 1993 году, с февраля того же года работал АО «Закавказнефтегазстрой-Прометей», занимая должности руководителя представительства в Ереване, директора представительства в Ираке, заместителя председателя правления, исполнительного директора, председателя правления и первого заместителя председателя правления.
Академик РАЕН с 1998 года. Кавалер орденов Красной Звезды (1985), Знака Почёта (1976), нагрудного знака «Почетный сотрудник госбезопасности», медалей «60 лет Вооружённых сил СССР» и «За безупречную службу».
3 мая 2006 года погиб в результате авиакатастрофы аэробуса А-320 в Чёрном море. Похоронен в родном Армавире.